# Albert Streckeisen
Albert Streckeisenn (n. 8 noiembrie 1901, Basel - d. 29 septembrie 1998, Berna) a fost un petrolog și petrograf elvețian, care a fost ales ca membru de onoare al Academiei Române.